# 469
469 (CDLXIX) var ett normalår som började en onsdag i den julianska kalendern.

## Händelser

### Okänt datum
- Vandalerna invaderar Epirus.
- Påven Gelasius I utser 14 februari till "Sankt Valentins dag" efter att den katolska kyrkan har flyttat den hedniska Lupercaliafesten till denna dag.

## Födda
- Avinita, kung av Västra Gangadynastin.

## Avlidna
- Dengizich, kung över hunnerna.
- Hydatius, spansk biskop och historiker.